# Nono Cerco de Gibraltar
O Nono Cerco de Gibraltar foi um cerco de quinze meses à cidade de Gibraltar que durou de 1466 até 1467. O cerco foi conduzido por João Afonso, e resultou na aquisição da cidade, então pertencente à Coroa de Castela. Ao contrário de outros cercos de Gibraltar, que foram o resultado de confrontos entre diferentes potências, esta foi uma luta puramente interna entre facções rivais castelhanas.

## Antecedentes
Em 1462, Afonso de Arcos, alcaide (governador militar) de Tarifa, Rodrigo Ponce de Leão, filho e herdeiro do conde de Arcos, e João Afonso, duque de Medina Sidônia, atacaram e assumiram o controle da cidade de Gibraltar no Oitavo Cerco de Gibraltar. Gibraltar pertencia então ao Reino Nacérida de Granada e com esta aquisição, Gibraltar não estava mais nas mãos dos muçulmanos. Ao chegar na cidade, as forças de Afonso tentaram invadi-la, mas os soldados nacéridas estacionados na guarnição foram capazes de conter suas tropas. No meio da decisão sobre a próxima tentativa, Afonso recebeu uma mensagem da guarnição solicitando que os soldados pudessem evacuar pacificamente a guarnição com seus pertences, entregando-a.
Rodrigo Ponce de Leão, filho do segundo conde de Arcos, suserano de Afonso, chegou enquanto Afonso evitava uma resposta direta ao pedido da guarnição. Rodrigo fez o mesmo para esperar até que João Afonso chegasse, mas apressou-se para tomar o controle dos portões da cidade enquanto isso. Ao chegar, João ficou chateado com Rodrigo, já que queria ser o único a reivindicar Gibraltar. Porém, Rodrigo também queria a honra de fazê-lo e, após uma longa briga, decidiram os dois que colocariam suas bandeiras ao mesmo tempo (havia uma forte rivalidade entre as casas dos Arcos e Medina Sidônia, duas das famílias nobres mais poderosas na Andaluzia da época). Henrique IV de Castela aceitou a reivindicação, nomeando-se "Rei de Gibraltar" e dando o controle da cidade ao governador Pedro de Porras.
Vários anos depois, Beltrán de la Cueva, sendo um dos favoritos de Henrique IV, foi nomeado governador de Gibraltar. Foi logo depois que a Guerra de Sucessão de Castela começou entre Henrique IV e seu irmão Afonso, com Beltrán dando seu apoio a Henrique. João Afonso se aproximou de Afonso a fim de obter um acordo de que, se ficasse do lado de Afonso contra o rei, receberia "o senhorio de Gibraltar, cidade e fortaleza". O negócio foi fechado e foi por este motivo que João Afonso procurou recuperar Gibraltar em abril de 1466 e deu início ao Nono Cerco de Gibraltar.

## Cerco
O cerco começou, para surpresa de Estêvão de Vilhacreces, o tenente de De la Cueva e atual defensor da guarnição de Gibraltar, com um ataque frontal no meio do dia. Estêvão enviou mensagens para Beltrán e Henrique IV, solicitando ajuda para apoiar a guarnição, mas não puderam desviar nenhuma tropa ou suprimentos à cidade. Em vez disso, Estêvão começou a reunir alimentos, armas e soldados do povo de Gibraltar para ajudar a resistir ao ataque. João Afonso, no entanto, já havia quebrado as muralhas da cidade naquela época e Estêvão foi forçado a recuar com suas tropas para o fortemente fortificado Castelo Mourisco, dando a João Afonso o controle da cidade como um todo.
Embora Estêvão tivesse provisões suficientes por um tempo e armas suficientes para conter ataques diretos, também confiou no envio de reforços de Beltrán ou Henrique IV para que a cidade pudesse ser retomada. João Afonso, no entanto, usou suas tropas e armamentos para atacar continuamente a guarnição, cujo cerco durou dezesseis meses. Durante o cerco, obteve mais tropas e armas e encarregou seu filho, Henrique de Gusmão, de continuar o assalto. O novo suprimento de munição incluía vários canhões que foram usados por Henrique para romper vários muros da guarnição. Os soldados de Estêvão tentaram cobrir os buracos por um tempo, mas um grande ataque acabou forçando Estêvão e seus homens a recuar à câmara mais interna da guarnição. Esta área foi mantida por mais cinco meses, mesmo enquanto os suprimentos de comida acabavam e forçavam os homens a comer a pequena quantidade de plantas comestíveis que cresciam nas paredes internas e o couro de suas roupas. Mas, depois que vários de seus homens desertaram para o lado de Henrique, Estêvão acabou se rendendo em junho de 1467 e a guarnição foi tomada.